# 德賴特 (紐約州村)
德賴特（英語：DeRuyter）是位於美國紐約州麥迪遜縣的村。

## 人口
根據2020年美國人口普查的數據，德賴特的面積為0.96平方千米，皆為陸地。當地共有人口408人，而人口密度為每平方千米425人。